# Asura cervicalis
Asura cervicalis är en fjärilsart som beskrevs av Walker 1854. Asura cervicalis ingår i släktet Asura och familjen björnspinnare. Inga underarter finns listade i Catalogue of Life.

## Bildgalleri

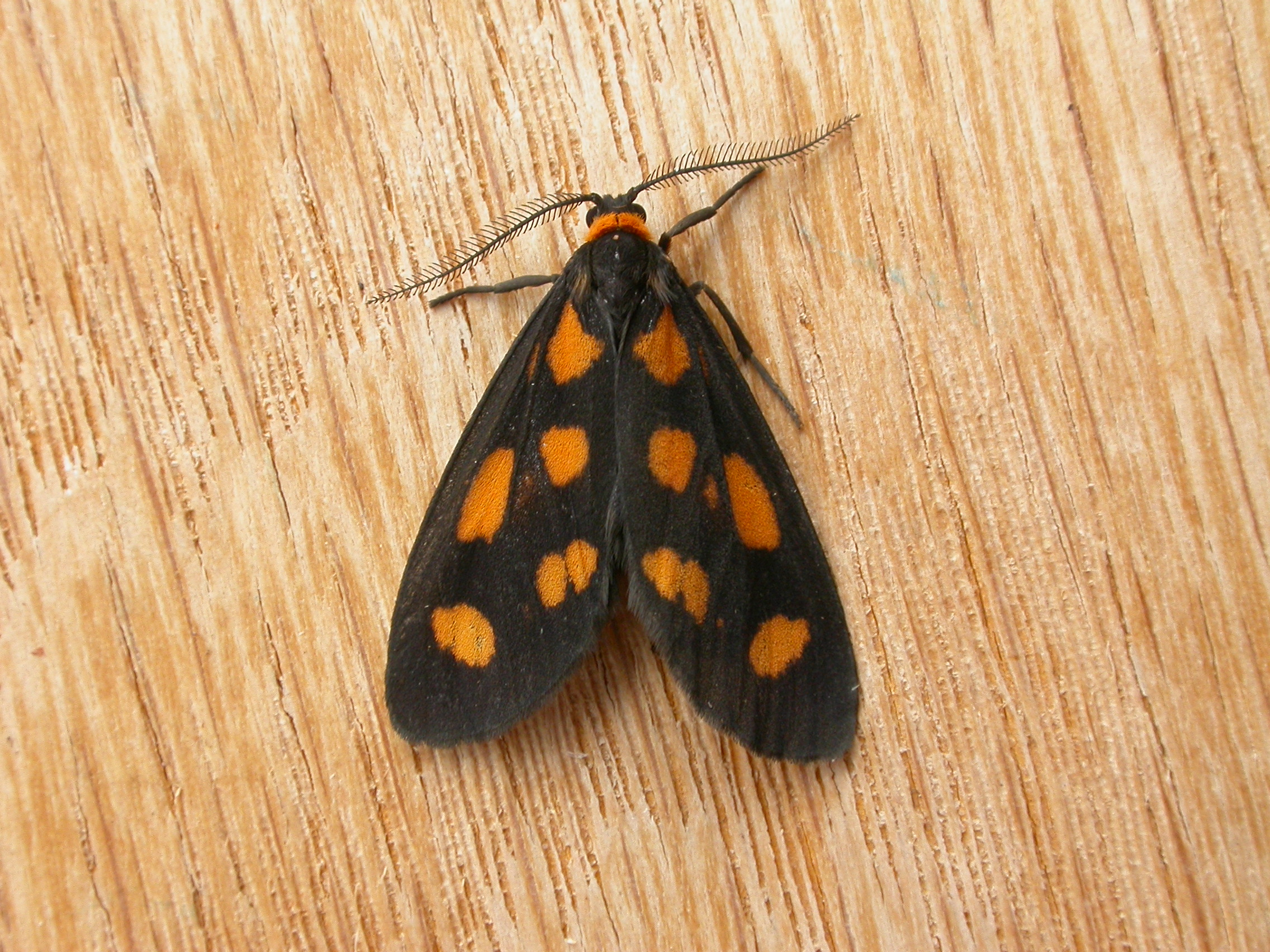